# Cascata dos Anjos
A Cascata dos Anjos é uma queda de água (cascata) que se localiza no sítio do Anjos, Ponta do Sol, ilha da Madeira, arquipélago da Madeira, Portugal. A cachoeira sobre a superfície da rocha na antiga estrada regional ER 101 e deságua no mar abaixo.